# Josep Raich
Josep Raich Garriga (Molins de Rei, 28 agosto 1913 – Barcellona, 25 luglio 1988) è stato un calciatore spagnolo.
In attività giocava nel ruolo di centrocampista. 
Con il Barcellona vinse una Coppa di Spagna (1942) e una Liga (1945). Giocò anche in Francia tra le file del Sète e dell'AS Troyes-Sav. e disputò una gara con la Spagna.